# 常宮神社

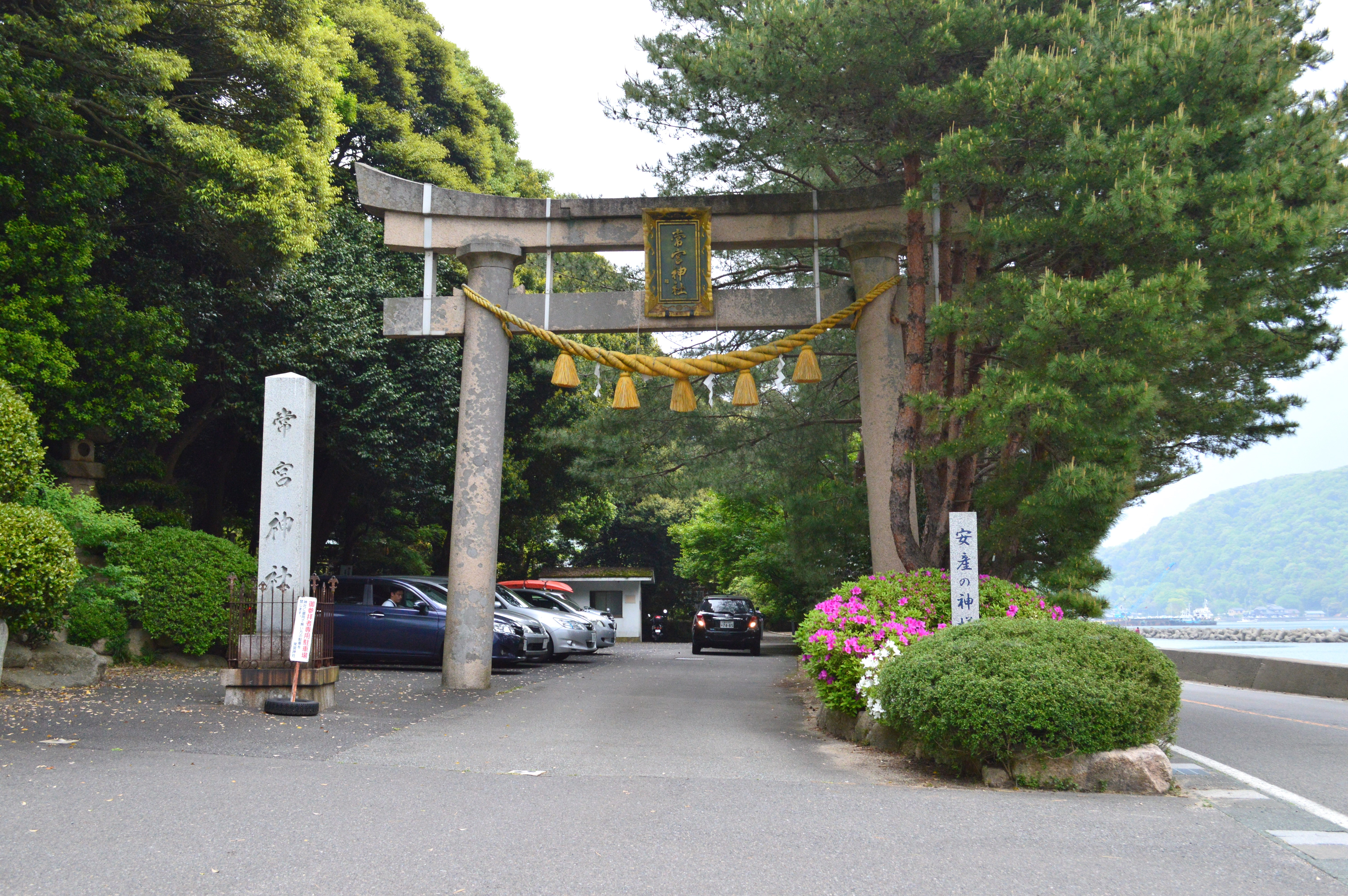
鳥居

常宮神社（じょうぐうじんじゃ）は、福井県敦賀市常宮にある神社。式内社論社で、旧社格は県社。神紋は「十六弁八重菊」「巴」「桐」。
古くは氣比神宮（越前国一宮）の奥宮・摂社であった。

## 社名
常宮神社は古くは「常宮（つねのみや）」「常宮御前」「常宮大権現」とも称された。この「常宮」とは、神功皇后の神託の「つねに宮居し波風静かなる哉楽しや」にちなむという。古くは「つね（の）みや」と訓読みされたが、中近世から「じょうぐう」と音読みされるようになり、明治元年（1868年）に現在の社名・読みに定められた。
また、平安時代中期の『日本文徳天皇実録』や『延喜式』神名帳に見える「天八百万比咩神社（天八百萬比咩神社：あめのよろずひめじんじゃ）」は古代の常宮神社を指す社名とされる（異説もある）。
そのほか、常宮神社は氣比神宮と深い関係にあったため、古くは「本宮・摂社」「口宮・奥宮」「ひもろぎの宮・鏡の宮」「上社・下社」などと一対でも称されていた。

## 祭神
祭神は次の7柱。
本殿（本宮）
- 天八百萬比咩命（あめのやおよろずひめのみこと） - 通称「常宮大神」。
- 神功皇后（じんぐうこうごう） - 仲哀天皇皇后。
- 仲哀天皇（ちゅうあいてんのう） - 第14代天皇。

本殿周囲4社
- 東殿宮：日本武命（やまとたけるのみこと）
- 総社宮：応神天皇（おうじんてんのう） - 第15代天皇。
- 平殿宮：玉姫命（たまひめのみこと、玉妃命） - 神功皇后の妹。
- 西殿宮：武内宿禰命（たけのうちのすくねのみこと）

社伝では天八百萬比咩命は養蚕の神として上古より鎮座したということから、天八百萬比咩命は在地の神であると考えられている。他の6柱は神功皇后の出征伝説に基づいた大宝3年（703年）の合祀と伝えられるが、これは当時の八幡信仰の広がりに伴った合祀であると推測されている。主祭神が伊奢沙別命（氣比神宮主祭神）ではなく天八百萬比咩命であること以外は、これらの祭神は氣比神宮と同じである。常宮神は気比神と関係が深いとされており、氣比神宮から参詣を受ける総参祭（例祭）は、一説には伊奢沙別命が天八百萬比咩命を訪れる神事であるともいう。
本殿の祭神については、享保3年（1718年）の『常宮本紀』や明細帳では上記のように3座である旨が記載されている。しかし、別説として『気比宮社記』（氣比神宮の古記録）では祭神を2座とし、主神は神功皇后であって「天八百萬比咩命」はその別名であるとし、仲哀天皇を相殿に祀るとしている。
神功皇后は常宮で腹帯を付けて筑紫で応神天皇を出産したという故事から、常宮神社は安産の神として信仰されている。また、神功皇后が三韓征伐に際して海路の無事を祈願したとの故事から、航海や漁業の守護神としても信仰される。

## 歴史

### 創建

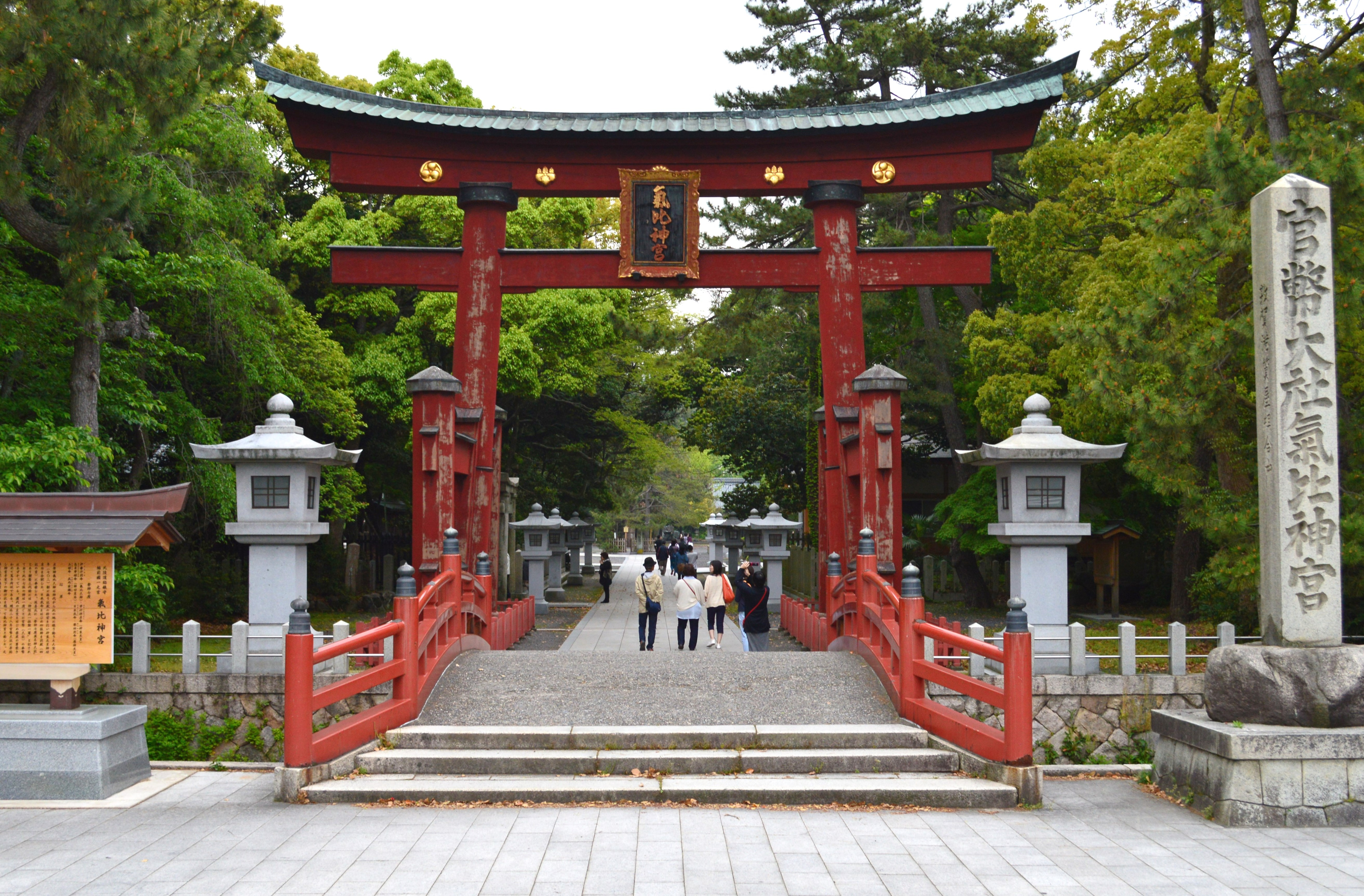
氣比神宮（敦賀市曙町）越前国一宮。常宮神社とは深い関係にある。

社伝では、主祭神の天八百萬比咩命は上古より当地に鎮まっていたという。そして、仲哀天皇2年2月に天皇と神功皇后が気比神を拝してから三韓征伐に赴く際、天皇は単身紀伊を経て長門へ向かったが、皇后はなお常宮に留まって外征の謀をめぐらし、6月初卯の日に出征したと伝える。その後大宝3年（703年）に勅命によって社殿の修造がなされ、神功皇后・仲哀天皇・日本武命・応神天皇・玉姫命・武内宿禰命の6柱が合祀されたと伝える。以後は氣比神宮の境外摂社として推移したという。
一方で『気比宮社記』によれば、桓武天皇の御代に神功皇后の神霊が示現して「つねに宮居し云々」の神託を垂れたので皇后を「天八百萬比咩大神」と讃えて祀ったといい、さらに承和11年（844年）に神功皇后を勧請したとの別伝が記されている。
神社の社地背後には古墳時代後期のものと推測される横穴群があり、当地は敦賀湾内の錨地という環境のため早くから人々の定住があったと考えられている。これに関連して、平時の港（敦賀津）・避難碇泊港（常宮湾）という関係に氣比神宮・常宮神社の結びつきの初端をみる説もある。

### 概史
国史では斉衡3年（856年）に「天八百万比咩神」が官社に列したという記載があり、同神は同年に従四位下の神階に叙されている。また延長5年（927年）成立の『延喜式』神名帳では越前国敦賀郡に「天八百万比咩神社」として式内社の記載が見える。その後、『越前国内神名帳』では「従二位 天八百万比咩大明神」の記載がある。常宮神社は、これらの文献に見える「天八百万比咩神」にあたると考えられている（ただし異説もある）。
社伝では、その後長和4年（1015年）に天台僧の円秀僧正によって再興されたという。以後記録によれば、享禄2年（1529年）に朝倉孝景・景紀によって修繕が加えられて東殿が造営された。そして天正2年（1574年）の炎上を受けて文禄4年（1595年）に敦賀城主の大谷吉継によって仮宮が、更に慶長7年（1602年）に越前国主の結城秀康によって本宮（本殿）が造営された。また、秀康は常宮浦（33石5斗）を社地として寄進したという。
明治4年（1871年）には小浜藩から氣比神宮摂社に定められた。明治9年（1876年）に近代社格制度において県社に列し、明治10年（1877年）に内務省から神宮の摂社に定められたが、その後神宮からは独立している。

### 神階
「天八百万比咩神」に対する神階奉叙の記録（比定には異説もある）。
- 六国史時代
  - 斉衡3年（856年）9月17日、官社に列す （『日本文徳天皇実録』） - 表記は「天八百万比咩神」。
  - 斉衡3年（856年）9月28日、従四位下 （『日本文徳天皇実録』） - 表記は「天八百万比咩神」。
- 六国史以後
  - 従二位 （『越前国内神名帳』） - 表記は「天八百万比咩大明神」。

### 神職
常宮神社には社家はなく、明治の神仏分離までは天台宗の社僧が祭祀を執行した。社僧の坊としては、文禄4年（1595年）の棟札では「宝蔵坊」「光乗坊」「持養坊」「乗蔵坊」「泉蔵坊」「大乗坊」の6坊が見える。さらに寛文元年（1661年）の鐘楼堂棟札では上記に加えて「成就坊」「宝泉坊」が、文政5年（1822年）の棟札では「円蔵坊」の記載がある。
以上の社僧は明治元年（1868年）4月に還俗して神職となったが、現在残っているのは宝蔵坊の流れを汲む宮本家のみである。

## 境内

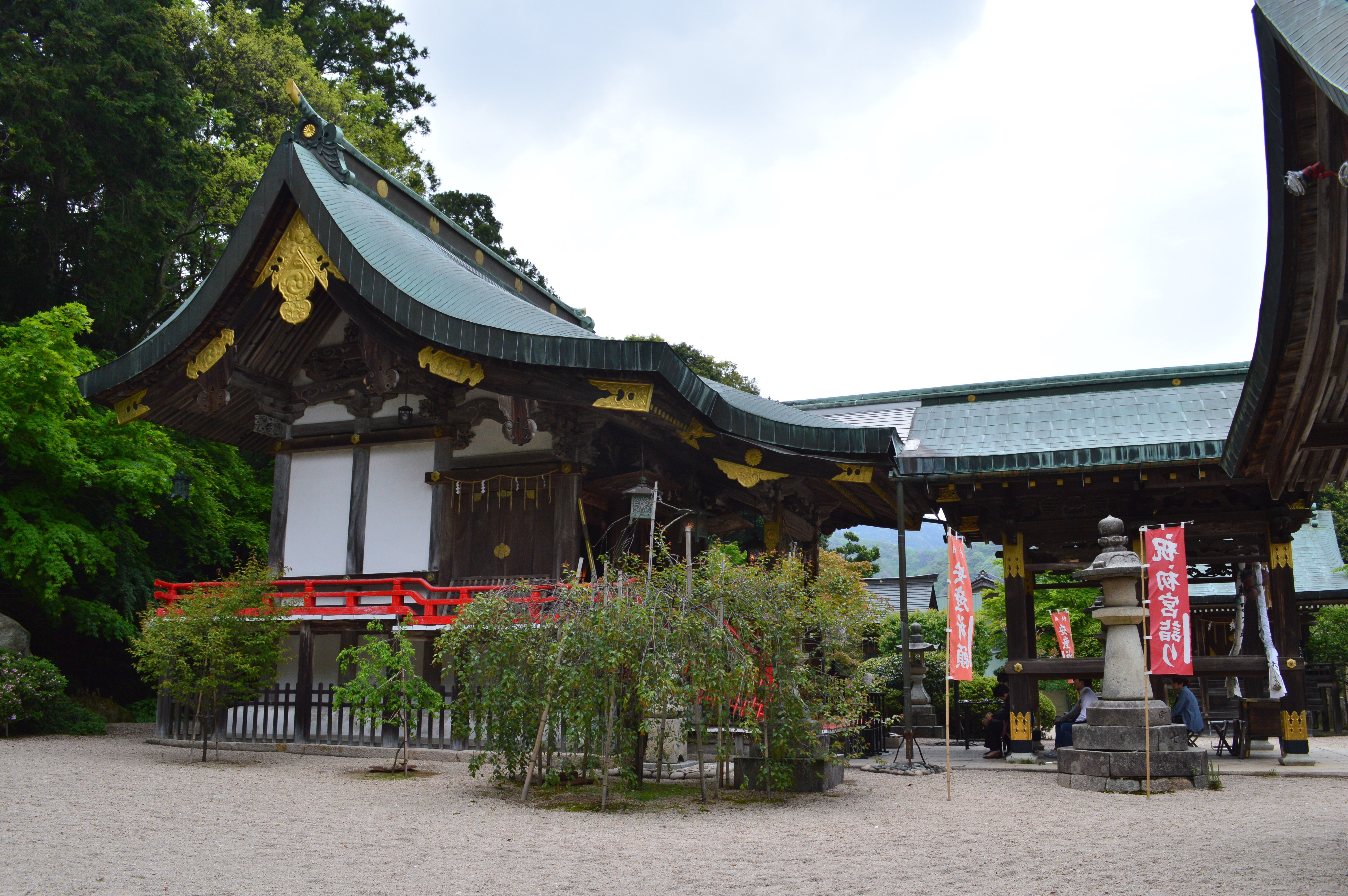
本殿・拝所
（いずれも福井県指定有形文化財）

境内は4,455坪（約1.5ヘクタール）。主要社殿は江戸時代の再建である。うち本殿（本宮）は、江戸時代中期の正徳3年（1713年）の再建。三間社流造で、正面（桁行）三間・側面（梁間）三間、うち手前の梁間一間分を前室とし、正面に一間の向拝を付す。屋根は古くは檜皮葺であったが、現在は銅板葺である。また身舎は円柱で、前室・向拝は角柱である。前室は身舎よりも一段低く付されており、虹梁間等には彫刻が施されている。この本殿に見られる装飾・形式については氣比神宮の旧本殿（江戸時代初期の造営、空襲で焼失）との共通点が指摘されており、神宮の両流造の後部が省略された形式であるとも考えられている。この本殿は福井県の有形文化財に指定されている。
拝所は正面一間・側面二間の四方吹き放し（壁や建具がない）の建物で、屋根は唐破風造、銅板葺である。元は氣比神宮の中門（向唐門）であり、昭和18年（1943年）に現在地に移築された。(『福井県神社誌』)は寛永14年（1637年）に初代小浜藩主・酒井忠勝の寄進によるものとするが、細部の様式から江戸時代末期の造営とみられている。中門は江戸時代中期、宝暦12年（1762年）の造営。正面一間・側面二間の向唐門形式の四脚門で、屋根は銅板葺である。これら拝所・中門は本殿とともに福井県の有形文化財に指定されている。
本殿の周囲には、氣比神宮と同様に東殿宮（手前東）・西殿宮（手前西）・総社宮・平殿宮（ともに奥東）の4社殿が並ぶ。これらは本殿と併せて「大五座」と称される。その他の社殿として、海に面して氣比神宮を拝する拝殿、国宝・朝鮮鐘を収める宝物庫がある。
そのほか、海際には「竜灯松」と呼ばれる大木が立つ。この松には元旦早暁に敦賀湾の海中から一団の炎（竜灯）が上ってとどまるといい、その灯は元日の灯明に献じられるという。

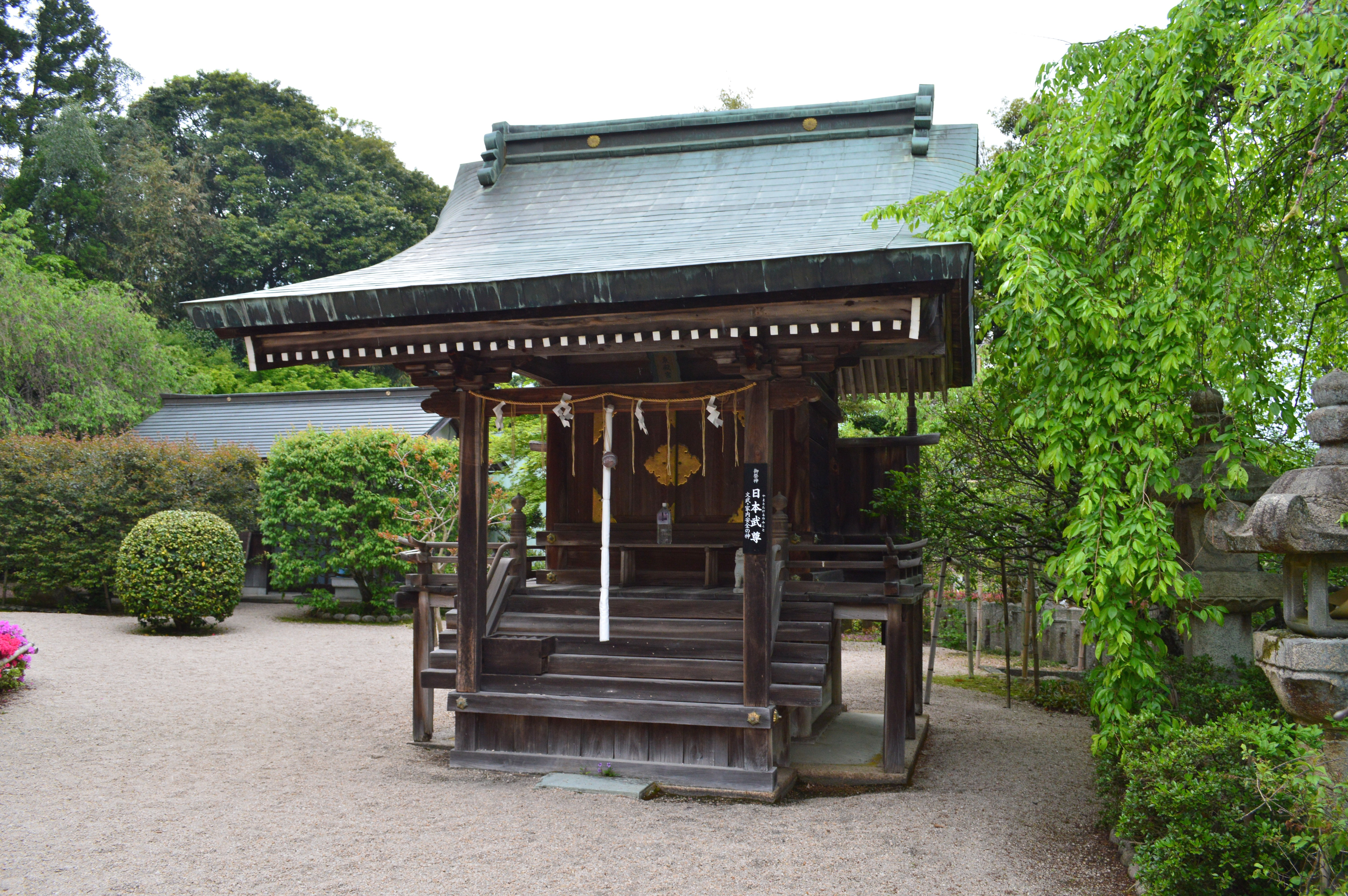
東殿宮
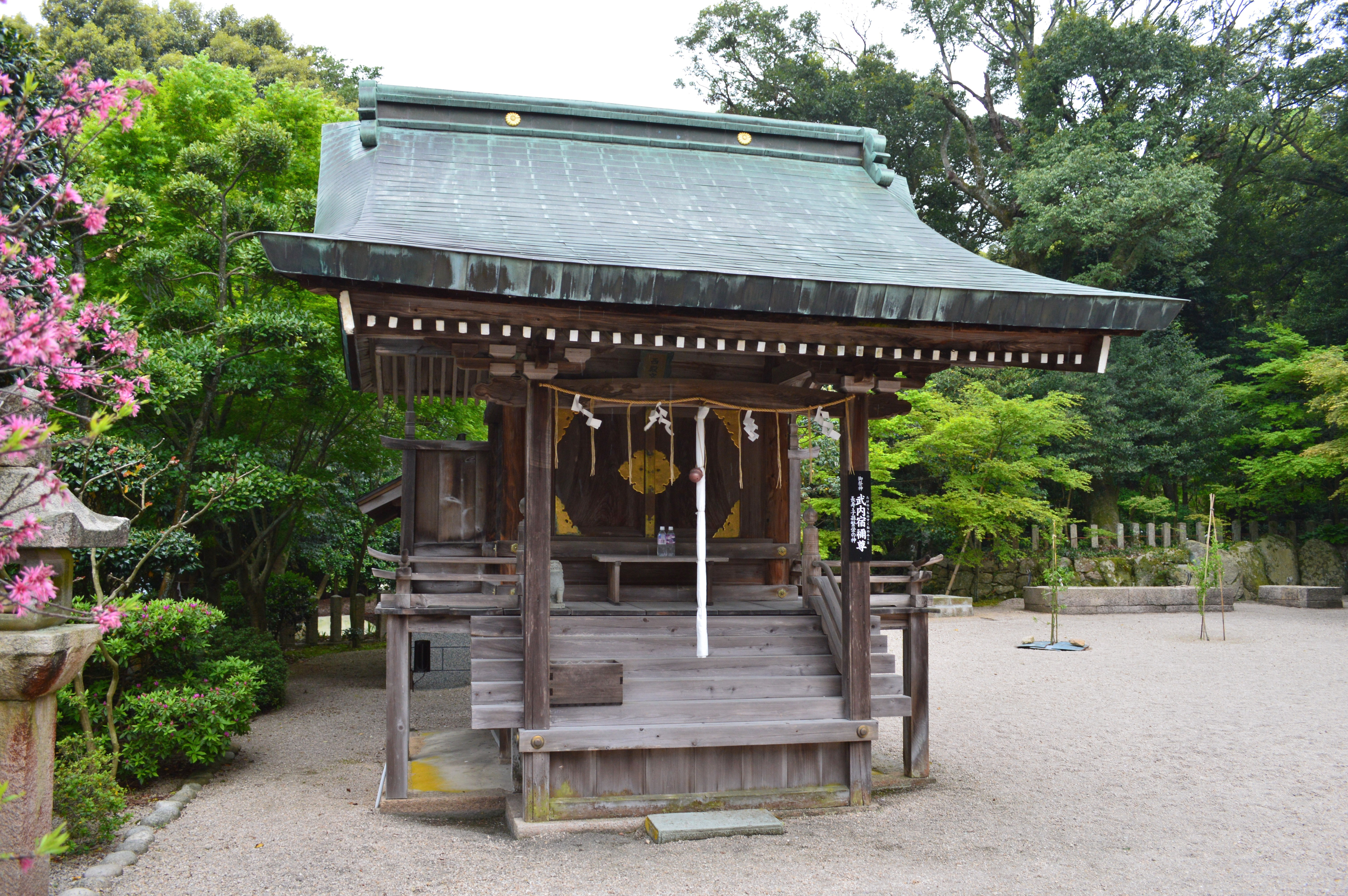
西殿宮
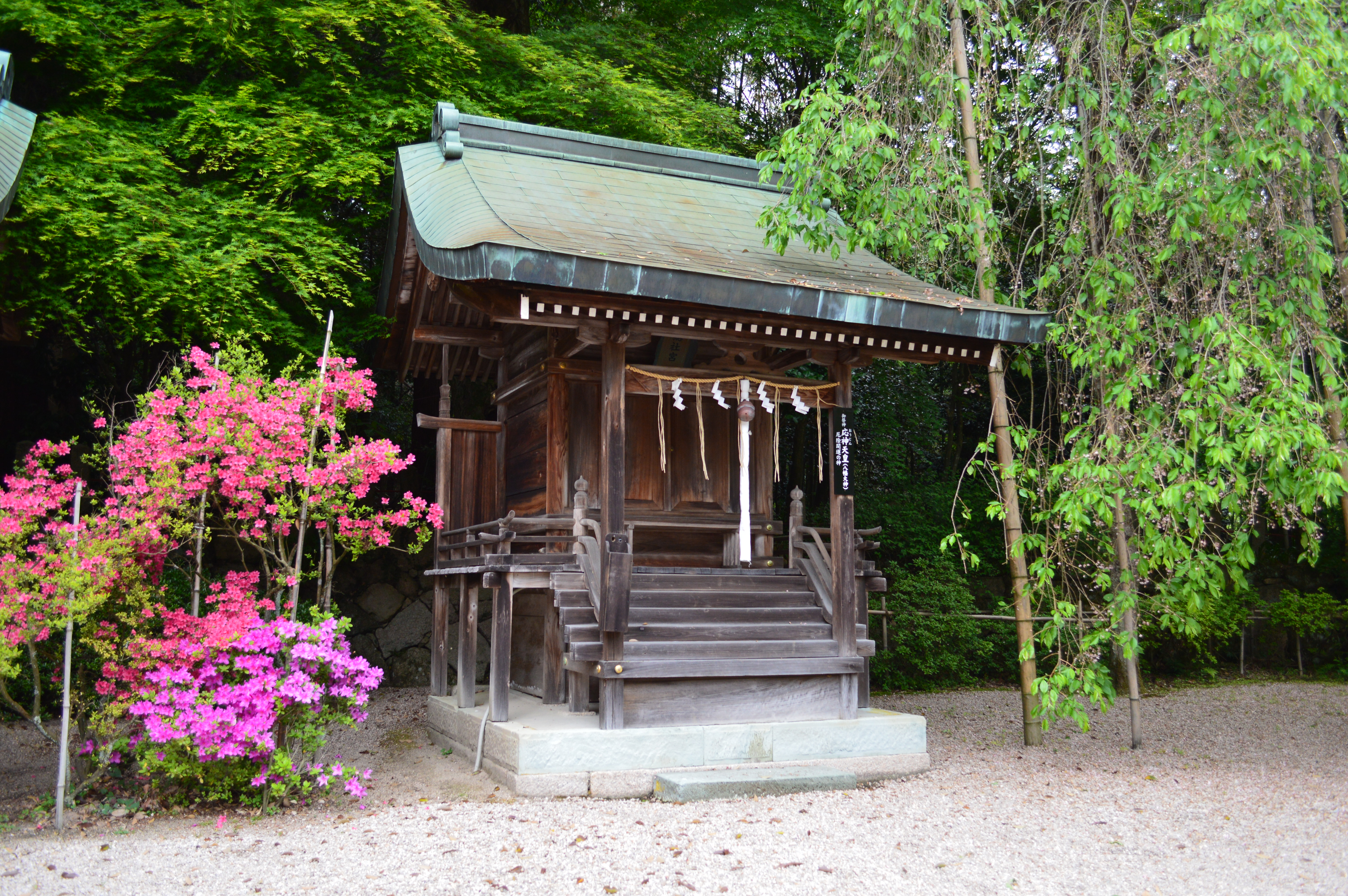
総社宮
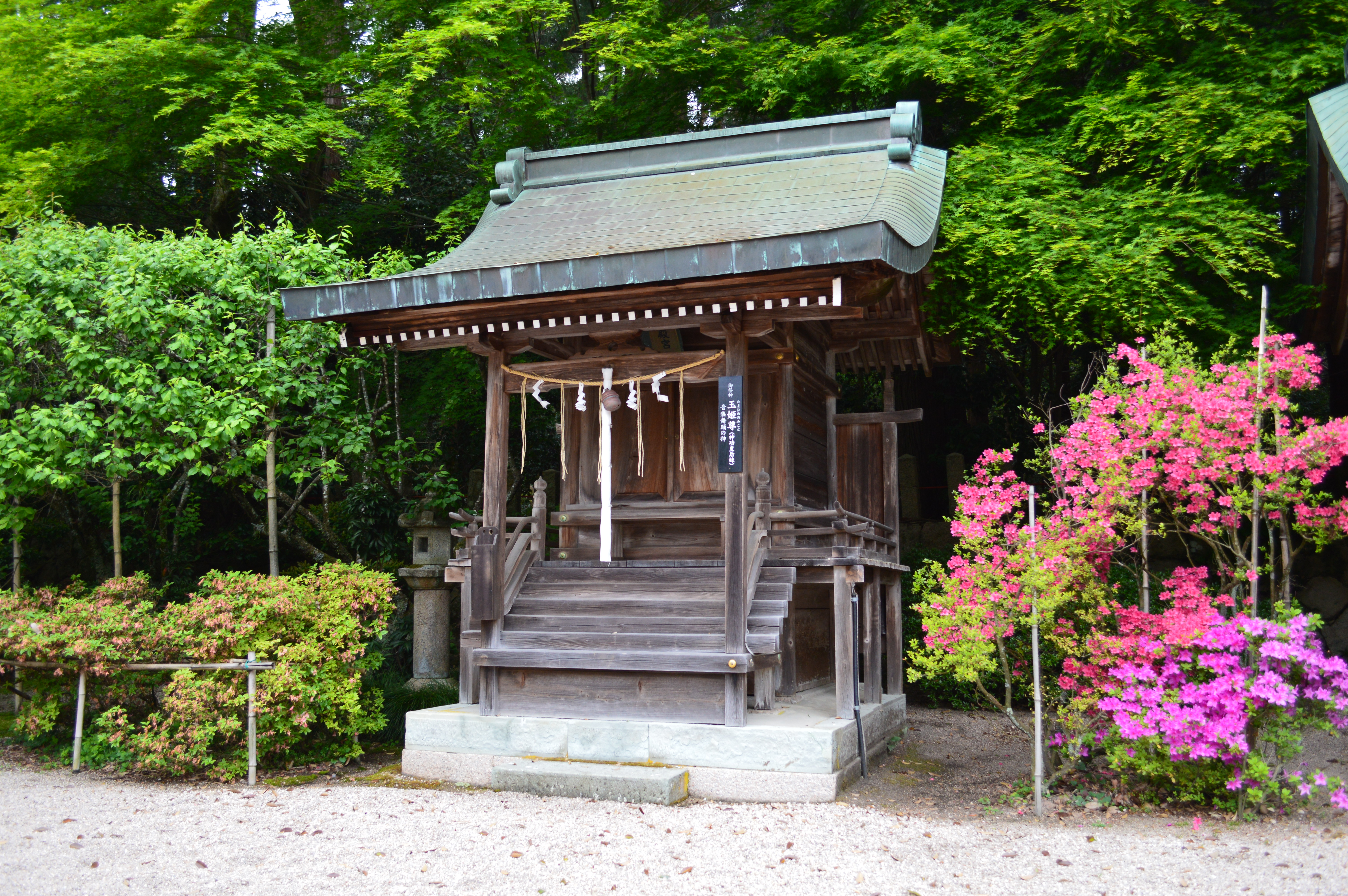
平殿宮
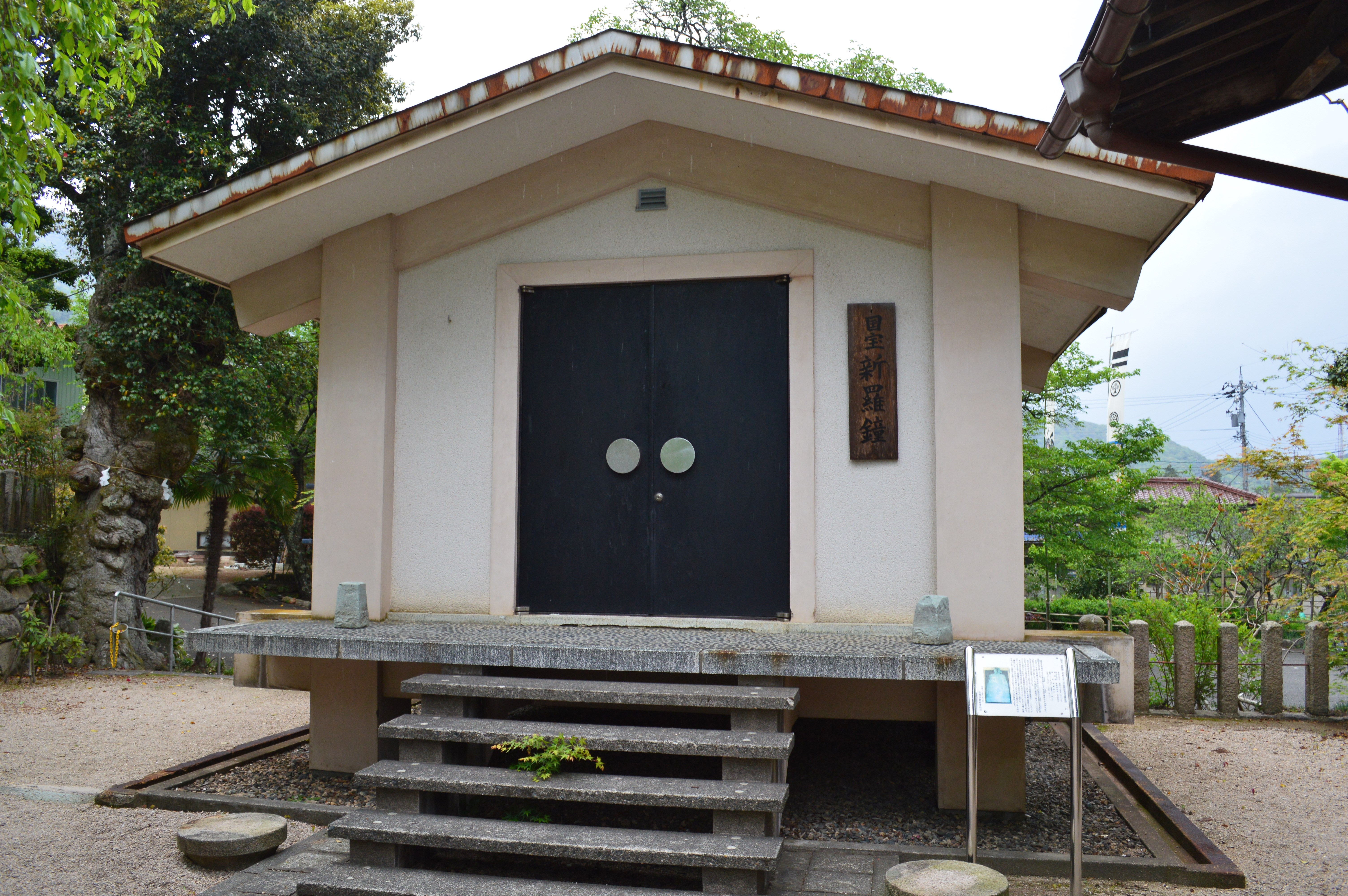
宝物庫
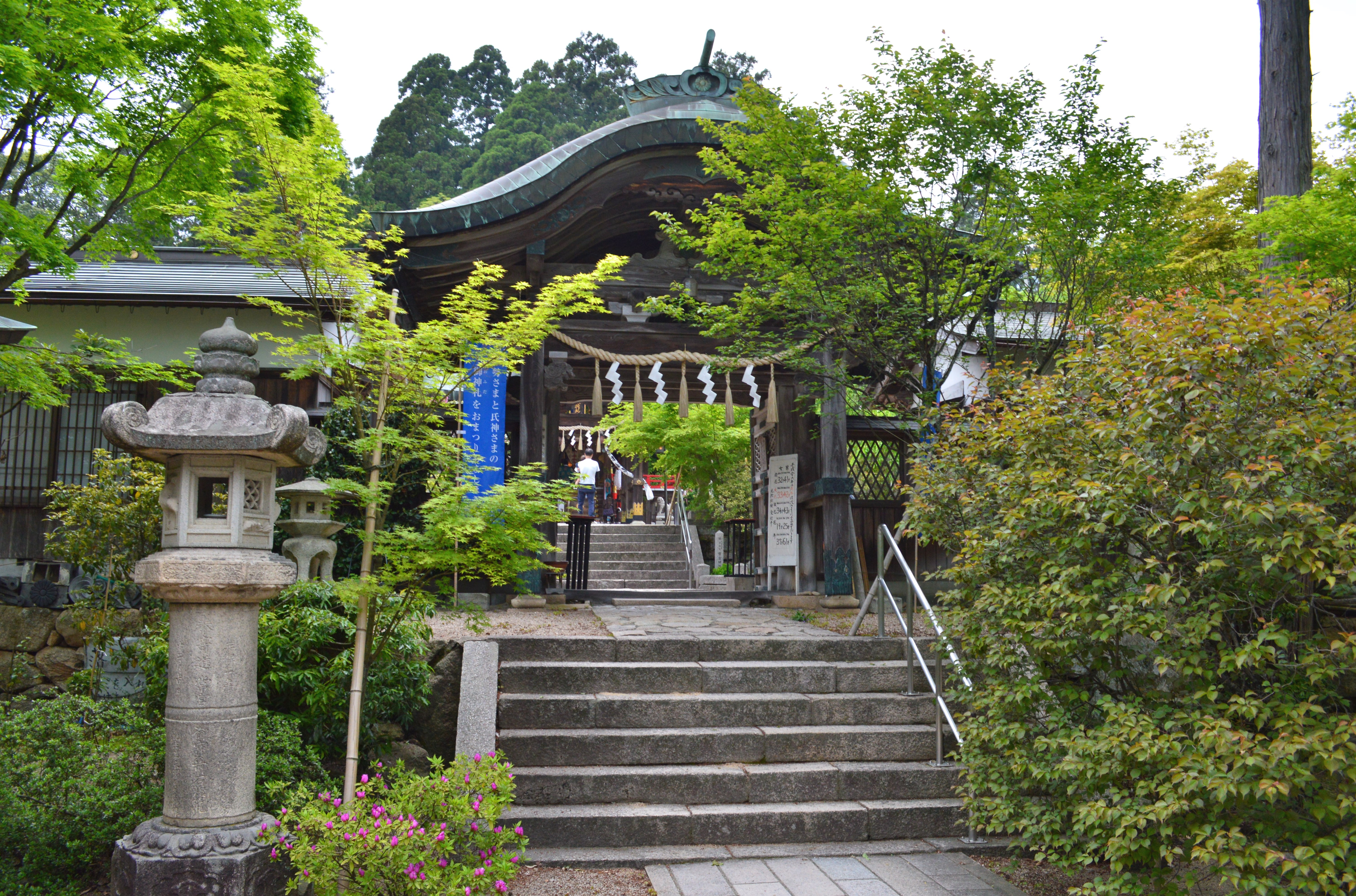
中門（福井県指定有形文化財）
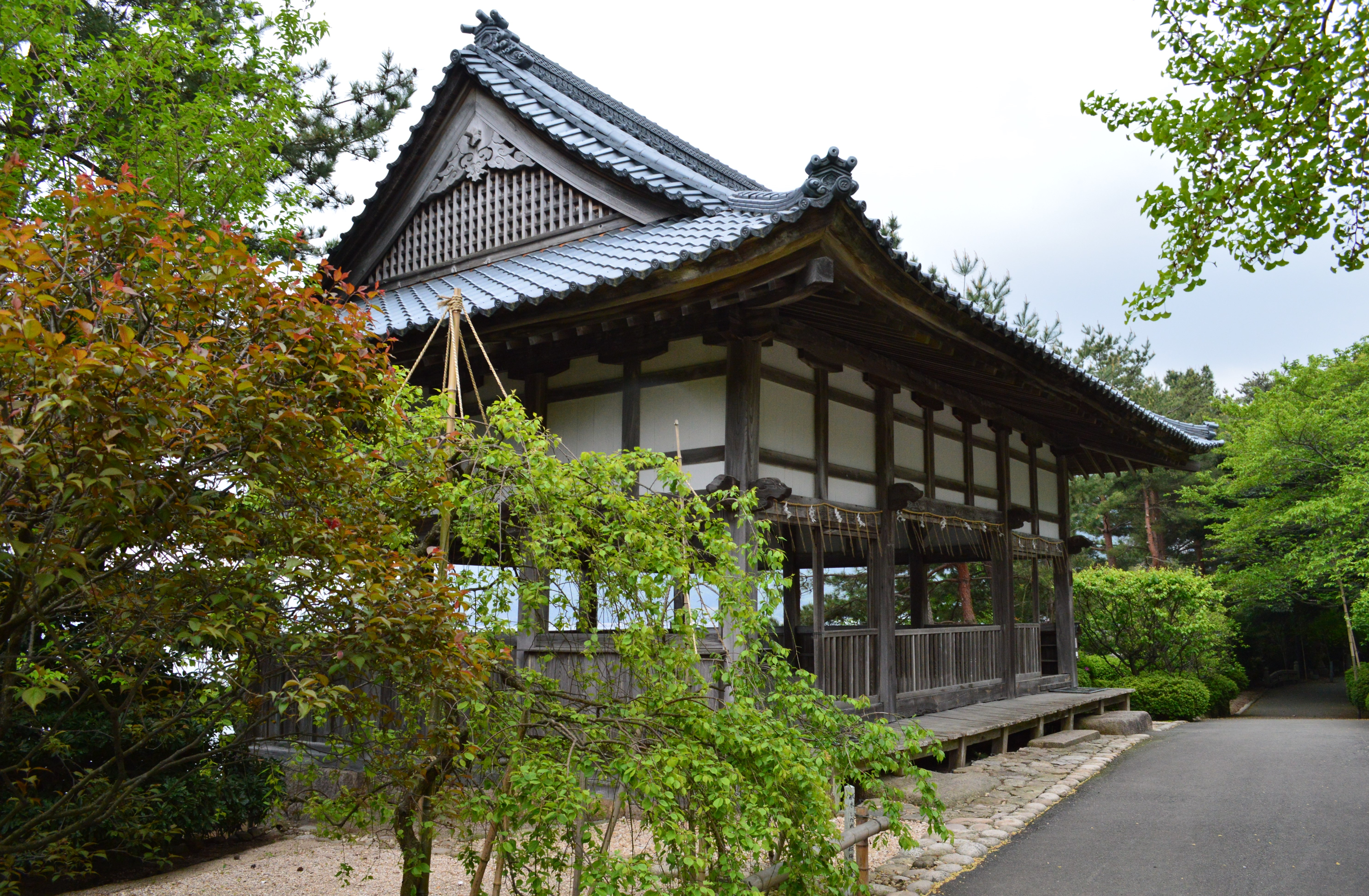
拝殿（陸側）
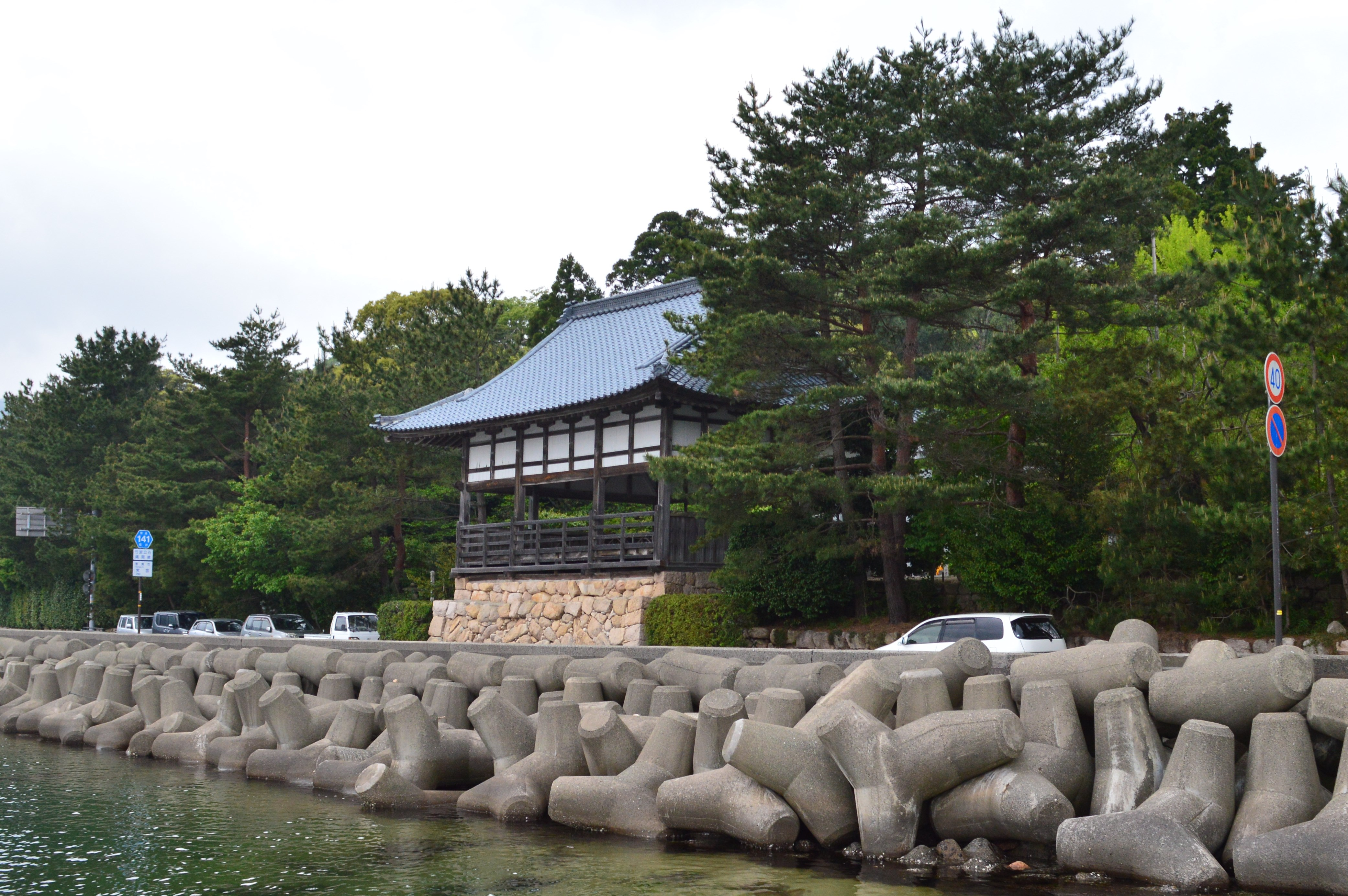
拝殿（海側）

## 摂末社

### 式内社4社
本殿西方には屋根がつながった4社があり、これらはそれぞれ式内社に比定されている。
天国津彦神社
- 祭神：磯良大神
- 社格：式内社「天国津彦神社」論社、越前国内神名帳「正四位 天国津彦神」論社

祭神の「磯良大神」とは三韓征伐に関連する阿曇磯良を指す。祭神を吉備津彦命の弟の若武命とする説もあるが不詳。
天国津姫神社
- 祭神：龍女神
- 社格：式内社「天国津比咩神社（天国比咩神社）」論社、越前国内神名帳「正四位 天国津姫神」論社

天鈴神社
- 祭神：住吉大神
- 社格：式内社「天鈴神社」、越前国内神名帳「正四位 天鈴神」

伊覩神社
- 祭神：白木彦神
- 社格：式内社「玉佐々良彦神社」、越前国内神名帳「正四位 天玉佐々良彦神」

祭神は高良玉垂命とも、玉佐々良彦神であるとも。
『日本文徳天皇実録』によれば、天国津比咩神・天国津彦神・天鈴神・玉佐々良彦神の4神は、いずれも天八百万比咩神とともに斉衡3年（856年）に官社に預かって従五位下の神階に叙されている。

### その他
その他の境内社。
- 竹生島神社 - 祭神：市杵島姫神
- 猿田彦神社 - 祭神：猿田彦神
- 神明神社 - 祭神：天照皇太神、豊受大神
- 稲荷神社 - 祭神：豊玉稲荷大神
- 恵比須神社 - 祭神：素盞嗚尊、恵比須大神

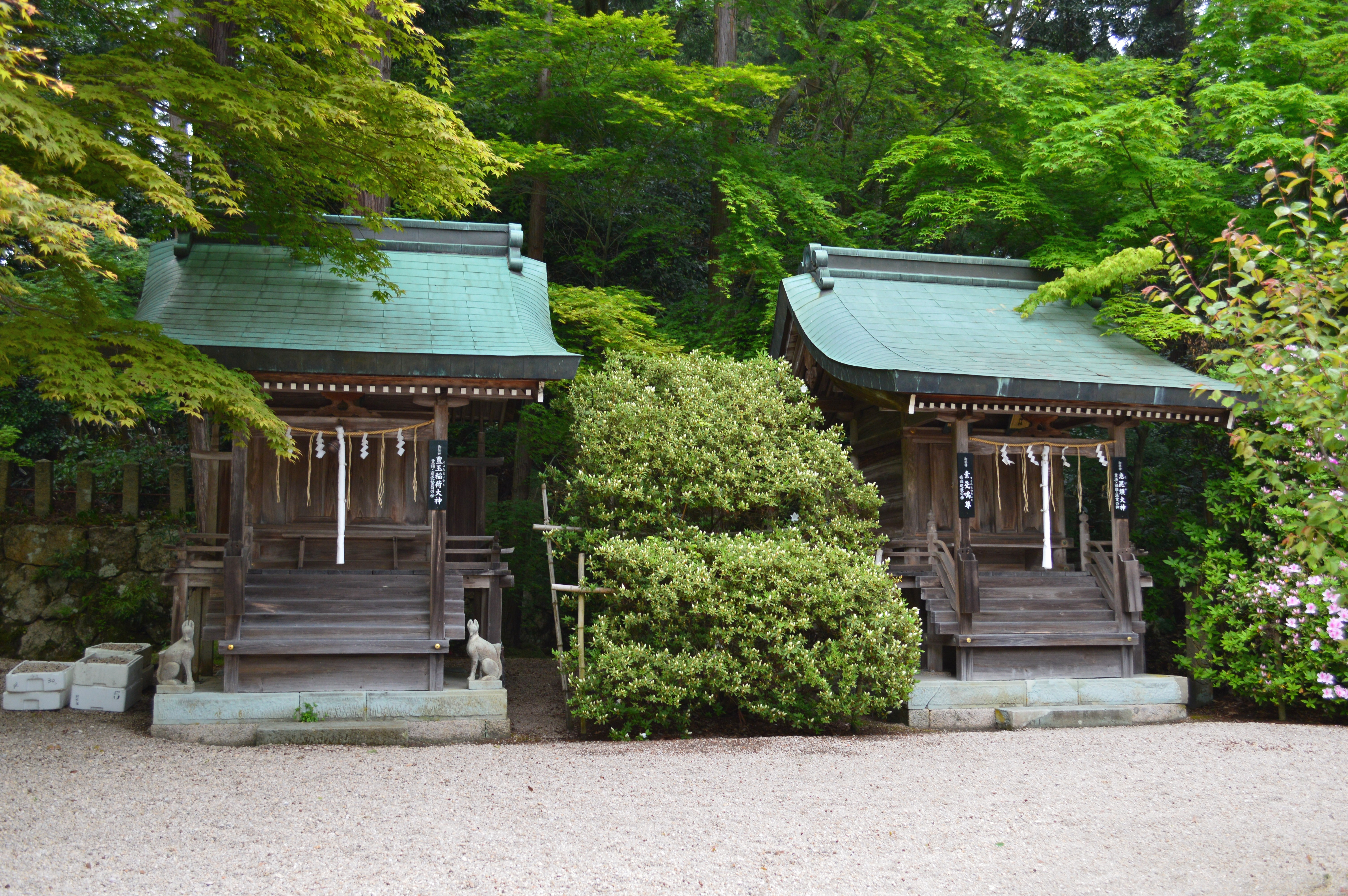
稲荷神社（左）・恵比須神社（右）

## 祭事
例祭は7月22日に行われ、「総参祭（そうさんさい/そうのうまいり）」と称される。氣比神宮の神々が宮司以下神職とともに常宮神社に参詣を行う祭で、氣比神宮と常宮神社の古くからのつながりを象徴する神事である。祭では、神宮の神霊が船形の神輿に遷され、御座船「神宮丸」に乗って御幸浜から出港、船中で祭典を行なったのち常宮に至る。この日は禁漁となり、御座船に奉仕すれば豊漁に恵まれるとして漁業者は小船で曳行する。その由来については、神功皇后が百官を率いて出征した伝説に基づくとする説や、陽神の気比神（伊奢沙別命）が陰神の常宮神（天八百萬比咩命）を訪問するという説がある。
そのほか、明治初年までは放生会など八幡信仰に基づいた神事が行われていた。

## 文化財

### 国宝

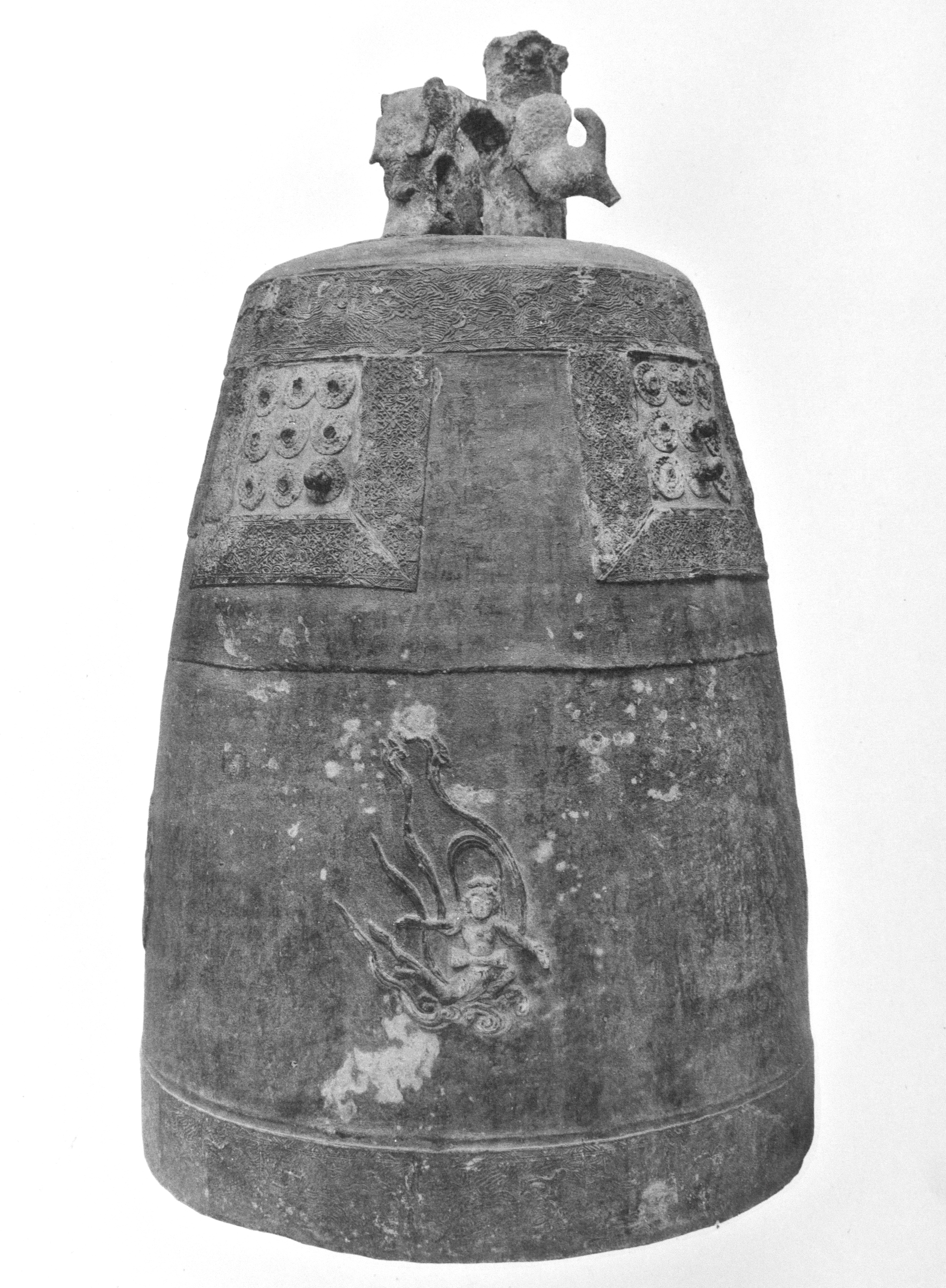
朝鮮鐘（国宝）

- 朝鮮鐘（ちょうせんしょう）（工芸品）
総高112.0センチメートル、口径66.7センチメートルの大型梵鐘で、胴部に天女像を陽鋳する。和鐘とは様式を異にした朝鮮鐘で、統一新羅時代の作である。「太和七年三月日菁州蓮池寺鍾成」云々の銘があるが、「太和（大和）7年」は唐の年号で西暦833年にあたり、この鐘は統一新羅時代に鋳造された新羅鐘の数少ない遺品の1つに数えられる。社伝では文禄の役で朝鮮から持ち帰ったものであるといい、慶長2年（1597年）に豊臣秀吉が神功皇后の三韓征伐に因み、大谷吉継を使者として常宮神社に奉納したという。ただし、倭寇によってもたらされたとの説もある。明治33年4月7日に当時の古社寺保存法に基づき国宝に指定、昭和27年11月22日に文化財保護法に基づき国宝に指定。[20][21][12]

### 福井県指定文化財
- 有形文化財
  - 本殿・拝所・中門（以上3棟）（建造物） - 昭和57年4月23日に本殿を指定、平成21年3月31日に拝所・中門を追加指定[12][13]。

## 現地情報
所在地
- 福井県敦賀市常宮13-16

交通アクセス
- 西日本旅客鉄道（JR西日本）北陸本線・小浜線 敦賀駅から
  - 福鉄バス（常宮線立石行）で「常宮」バス停下車 （乗車時間約22分、下車後徒歩すぐ）

周辺
- 鸚鵡石（おうむいし）
神社背後の西方ヶ岳（さいほうがたけ）中腹にある、高さ30メートル・幅21メートルの巨岩。この石に呼びかけると人声や鳥鳴がよく返って来るので、「鸚鵡石」と名付けられたという。また「言葉石」とも呼ばれる。天明年間（1781年-1789年）に発見され紀行文にも詳述されることから、「常宮のオウム岩」として敦賀市指定史跡に指定されている。

## 関連文献
- 『気比宮社記』気比神宮、1941年。
  - 『気比宮社記』（国立国会図書館デジタルコレクション）参照。